# Meneer Monster
Meneer Monster is een Nederlands jeugdtheatercollectief uit Amsterdam. Meneer Monster speelt met zijn voorstellingen in Nederland en België, maar ook in Zuid-Afrika, China en Taiwan. Het gezelschap maakt cartoonesk actietheater.

## Geschiedenis
Het collectief werd in 2014 opgericht en bestaat uit de theatermakers Christiaan Bloem, Olaf van de Ven en Chris Koopman. Ze werden bekend met het bewerken van internationale jeugdbestsellers tot volwassen jeugdvoorstellingen.
Met De Waanzinnige Boomhut van 13 verdiepingen wonnen ze in 2018 de Zapp Theaterprijs. In datzelfde jaar won het toneelbeeld in die voorstelling een VSCD Zilveren Krekel in de categorie 'Beste podiumpresentatie' In 2021 toerde Meneer Monster met zijn eerste grote zaalproductie De Waanzinnige Boomhut van 52 Verdiepingen door Nederland en België.
Daarnaast gingen de voorstellingen Over een kleine Mol en De Gruffalo op tournee en maken ze de voorstelling Lucky Luuk, een actiespektakel in een klein houten decor, vol livemuziek en handgemaakte special effects.

## Voorstellingen
- Over een kleine mol die wil weten wie er op zijn kop gepoept heeft (2+)
- De Gruffalo (3+)
- Fantastische Meneer Vos (4+)
- De Waanzinnige Boomhut van 13 Verdiepingen (5+)
- Rovers (3+)
- De Waanzinnige Boomhut van 52 Verdiepingen (7+)
- Lucky Luuk (4+)
- De Grote 5 (3+)
- Speelgoed (5+)